# 国土建設
国土建設株式会社（こくどけんせつ）は、大阪市都島区東野田町にある、近畿地方を主たるサービスエリアとする住宅の建設会社である。西武鉄道に合併される前の「国土計画株式会社→株式会社コクド」や、「日本国土開発株式会社」とは関連が一切ない。

## 沿革
- 1951年:「野田七株式会社」設立。当時は宅地造成・分譲住宅事業でスタート。
- 1958年:現在の社名「国土建設株式会社」に改める。建設業にも進出し、建築・土木工事を開始
- 1963年:鉄筋コンクリート工業化住宅の「ピーコン」を開発。工場であらかじめ躯体を建設し、予定地で組み立てる「プレキャストコンクリート」（PC工法）の生産工場が開設される。（のちに1965年、住宅金融公庫から工業生産住宅承認、1975年、建設大臣認定の特定建設業・宅地建物取引業の取得の際、このシステムも認可された）
- 1985年:ツーバイフォー住宅販売
- 1991年:コンクリートプレハブアパート「メイト」新発売、賃貸管理会社「K2コーポレーション」設立
- 1993年:滋賀工場（1973年完成）を分社化し「国土建材工業株式会社」を設立。コンクリート3階建ての構造認可取得
- 1994年:高気密・高断熱住宅開発
- 1996年:バリアフリー住宅新発売
- 1998年:サービス課を分社化し「株式会社ピーコンホームサービス」設立
- 1999年:定期借地権分譲住宅業開始
- 2001年:創業50周年を迎え、「創業第2期」宣言
- 2002年:環境共生住宅「相楽・桜ケ丘」が財団法人建築環境・省エネルギー機構から認定される
- 2004年:インターネット注文デザイン住宅「Pcon @ house」発売
- 2005年:国土建材工業株式会社解散
- 2007年:国土電工株式会社を株式会社ピーコンホームサービスを存続先として統合。
- 2008年:環境負荷軽減住宅「eco STAGE」新発売
- 2015年:ゼロエネルギー住宅新発売。2014年度補正予算によって策定された「ネットゼロエネルギーハウス支援事業」にけやき台住宅が採択
- 2016年:ネットゼロエネルギーハウス支援の「ZEHビルダー」登録
- 2018年:注文住宅の営業活動停止
- 2021年:株式会社ケイ・ツー・コーポレーション、並びに国土工業株式会社を国土建設株式会社を存続会社としたうえで吸収合併

## 企業データー
国土建設株式会社
- 創業:1951年2月6日
- 資本金:1億円
- 決算期:1月31日
- 本社:〒534-0024　大阪市都島区東野田町2丁目9番7号
- 宅地建物取引業免許　大阪府知事（1）第62604号
- 一級建築士事務所　大阪府知事登録（オ）第4304号

株式会社ピーコンホームサービス
- 創業:1998年
- 資本金:2000万円
- 決算期:3月31日
- 本社:〒534-0024　大阪市都島区東野田町1丁目17番13号 国土Loft-1ビル 2F
- 建設業許可　大阪府知事（般-30）第108585号
- 一級建築士事務所　大阪府知事登録（ホ）第18144号
- 事業内容:マンション・戸建住宅のリノベーション事業、戸建・集合住宅等のリフォーム・メンテナンス事業（兵庫県一部を除く近畿一円、並びに三重県西部にて展開）

## 展開している主な住宅
分譲住宅
- 神戸花山手
- 奈良東登美ヶ丘
- KEYAKI CANVAS　三田けやき台3丁目

その他
- エコステージ（環境共生型住宅）